# A las Barricadas
"A las Barricadas" ("(Вперед) на барикади") — одна з найпопулярніших пісень іспанських анархістів протягом громадянської війни в Іспанії. Гімн Регіональної ради по обороні Арагону. Пісню співають під мелодію "Варшав'янки" 1905 року. Слова написав Валеріано Оробон Фернандес 1936 року. 
"Конфедерація", яку згадано в останній строфі — це анархо-синдикалістська Національна Конфедерація Праці (ісп. CNT, Confederación Nacional del Trabajo), яка в той час була найбільшою і головною анархістською організацією Іспанії і основною рушійною силою спротиву військовому перевороту Франсиско Франко проти Іспанської Республіки.

## Текст
Negras tormentas agitan los aires
nubes oscuras nos impiden ver
Aunque nos espere el dolor y la muerte
contra el enemigo nos llama el deber.
El bien más preciado
es la libertad
hay que defenderla
con fe y valor.
Alza la bandera revolucionaria
que llevará al pueblo a la emancipación
Alza la bandera revolucionaria
que llevará al pueblo a la emancipación
En pie el pueblo obrero
a la batalla
hay que derrocar
a la reacción
¡A las Barricadas! ¡A las Barricadas!
por el triunfo de la Confederación.
¡A las Barricadas! ¡A las Barricadas!
por el triunfo de la Confederación.
Третю строфу іноді співають зі словами "Alza la bandera revolucionaria, que del triunfo sin cesar nos lleva en pos".